# ثورة ابن الحضرمي
ثورة عبد الله بن عمرو بن الحضرمي هي حركة تمرد وقعت في البصرة عام 658م ، خلال فترة الصراع بين علي بن أبي طالب ومعاوية بن أبي سفيان بعد معركة صفين. كانت هذه الثورة جزءًا من الانقسامات السياسية والقبلية التي نشأت إثر فتنة مقتل عثمان.

## خلفية
بعد موقعة الجمل أصبحت البصرة تحت سيطرة الخليفة علي بن أبي طالب، لكن التوترات بين القبائل المؤيدة لمعاوية وتلك الموالية لعلي ظلت قائمة. في عام 658م، استغل عبد الله بن الحضرمي، أحد القادة الأمويين، هذه التوترات لإعلان التمرد على حكم علي في البصرة، بدعم من بعض زعماء قبائل الأزد وتميم الذين انحازوا إلى معاوية.

## مجريات الثورة
أعلن ابن الحضرمي العصيان في البصرة، وجمع حوله عددًا من الأنصار المؤيدين لمعاوية.
أرسل الخليفة علي بن أبي طالب جيشًا بقيادة جارية بن قدامة لاستعادة السيطرة على المدينة. حاصرت قوات جارية المتمردين في أحد البيوت، مما اضطرهم للتحصن داخله. قام جيش جارية بإشعال النار في البيت الذي تحصن فيه ابن الحضرمي وأنصاره، مما أدى إلى مقتله وانتهاء الثورة.

## وصلات خارجية
| سبقه معركة صفين 36 هـ | المعارك الإسلامية ثورة أبن الحضرمي 38 هـ | تبعه معركة النهروان 38 هـ |